# علم إستونيا

علم جمهورية إستونيا

اعتمد علم إستونيا رسميا في 21 تشرين الثاني - نوفمبر من سنة 1918 وظل هذا العلم علما رسميا لإستونيا إلى سنة 1940 وتمت إعادة استخدام هذا العلم مرة ثانية في 7 آب - أغسطس من سنة 1990. ويتكون العلم الأستوني من ثلاثة ألوان هي الأزرق، الأسود والأبيض مرتبة بصورة أفقية على التوالي.

## معنى الوان العلم
- الأزرق: يرمز إلى السماء والبحار والبحيرات في جمهورية إستونيا وكذلك يرمز إلى الأفكار القومية في البلاد.
- الأسود: يرمز لتراب البلاد.
- الأبيض: يرمز إلى العمل الشاق والنقاء ويرمز كذلك إلى تطلعات الشعب الإستوني إلى السعادة.

## أعلام سابقة

علم إستونيا ما بين عامي 1918 - 1940.
علم جمهورية إستونيا السوفيتية الاشتراكية ما بين عامي 1940 - 1953.
علم جمهورية إستونيا السوفيتية الاشتراكية ما بين عامي 1953 - 1990.